# Форма (књижевност)

форма (лат. forma — облик, лик), начин на који чињенице, материјалне и духовне, као и њихови односи, постоје у књижевном дјелу, начин на који су у њему експониране (изложене). Форма је зато основни и централни појам у књижевној теорији, и од њеног поимања и одређења зависи поимање и одређење природе књижевне творевине. Довођењем чињеница у посебне односе, њиховим увођењем у књижевни ред или поредак остварује се нови облик, који собом носи сада ново, књижевно значење.
У историји књижевне теорије управо су облик и значење често тумачени као два одијељена појма или двије стране књижевне творевине, више се инсистирало на посебности него на корелативности ових двају појмова. А појам форме се не може ни замислити ни одредити ако се истовремено не мисли и на други корелат — на садржину. Садржина која улази у књижевну творевину посредована је у форми и помоћу форме и на тај начин и настаје особена књижевна семантика. Стога изгледа да садржина прије тога није ни имала никакве форме, да је тек у књижевном дјелу оформљена. Гледано из чисто књижевног аспекта, то и јесте тако. Али то јесте тако само ако се инсистира на разлици између некњижевне чињенице која касније постаје књижевно дјело. У самом књижевном дјелу проблем садржине и форме и одређења форме постаје сасвим другачији, јер се форма више не може одвајати од садржине; права садржина књижевног дјела, његова сематника, у ствари је сам начин постојања свих чињеница које су ушле у дјело. Формализовање садржине је њена књижевна семантизација. Тако се форма дјела не може ни замислити ни одредити изван и независно од садржине дјела. 